# Летун (эсминец)
«Летун» — эскадренный миноносец типа «Орфей», построенный по программе «усиленного» судостроения на 1913—1917 годы (так называемая «большая» судостроительная программа), и принадлежащий первой серии эскадренных миноносцев типа «Новик».

## История
11 октября (28 сентября по старому стилю) 1913 года «Летун» был зачислен в списки судов Балтийского флота, и в ноябре 1914 года заложен на Усть-Ижорской судоверфи Металлического завода в Санкт-Петербурге.
18 октября (по другим данным 25 октября) 1915 года «Летун» был спущен на воду. Вступил в строй 25 мая (24 июля) 1916 года, где вошёл в состав 2-го дивизиона минной дивизии Балтийского флота. В 1916 году успел выполнить 6 боевых походов.
В октябре 1916 года «Летун» осуществлял минные постановки на коммуникациях противника, и 25 октября (7 ноября по новому стилю) 1916 года подорвался на мине заграждения у острова Вульфа в Финском заливе. В результате взрыва была повреждены кормовая часть корпуса и практически полностью разрушена винто-рулевая группа. «Летун» остался на плаву, и был отбуксирован в Ревель (Таллин), а затем в Гельсингфорс (Хельсинки) для ремонта.
7 ноября (26 октября по старому стилю) 1917 года «Летун» вошёл в состав Красного Балтийского флота, по-прежнему оставаясь в ремонте. С 10 по 16 апреля 1918 года в ходе «Ледового похода» Балтийского флота был на буксире переведён из Гельсингфорса в Кронштадт, где был сдан в Петроградский военный порт на долговременное хранение.
В строй «Летун» больше не вводился. В 1921 году корабль обследовала комиссия, которая пришла к выводу, что корпус корабля находится в хорошем состоянии, а механизмы в удовлетворительном, то есть восстановление корабля вполне возможно. Его даже включили в состав вспомогательных судов минной дивизии Морских сил Балтийского моря, но к работам так и не приступили, а 31 мая 1922 года он был разоружён и исключён из состава ВМФ. 25 сентября 1927 года «Летун» был передан Комгосфонду для реализации.

## Тактико-технические характеристики
В отличие от остальных кораблей своего типа, «Летун» не имел никаких модернизаций и ничем не отличался об базовой конфигурации эсминцев типа «Орфей».

### Энергетическая установка
На «Летуне» были установлены четыре паровых котла «Вулкан», каждый из которых располагался в отдельном отсеке, и две паровые турбины «Кертис-АЕГ-Вулкан», суммарной мощностью в 30 000 л. с.. Так же на турбинах «Кертис-АЕГ-Вулкан» имелась блокировка маневровых клапанов, что повышало их надежность при эксплуатации.

### Вооружение
- Главный калибр: Четыре 102/60-мм орудия разработки Обуховского завода (при техническом содействии фирмы «Виккерс»)[6];
- Два 7,62-мм пулемёта;
- Три трёхтрубных надводных 457-мм торпедных аппарата (ТА)[7];
- и до 80 мин заграждения.

До 1916 года орудий главного калибра было всего два, а торпедных аппаратов — четыре.